# Espeto de rojão

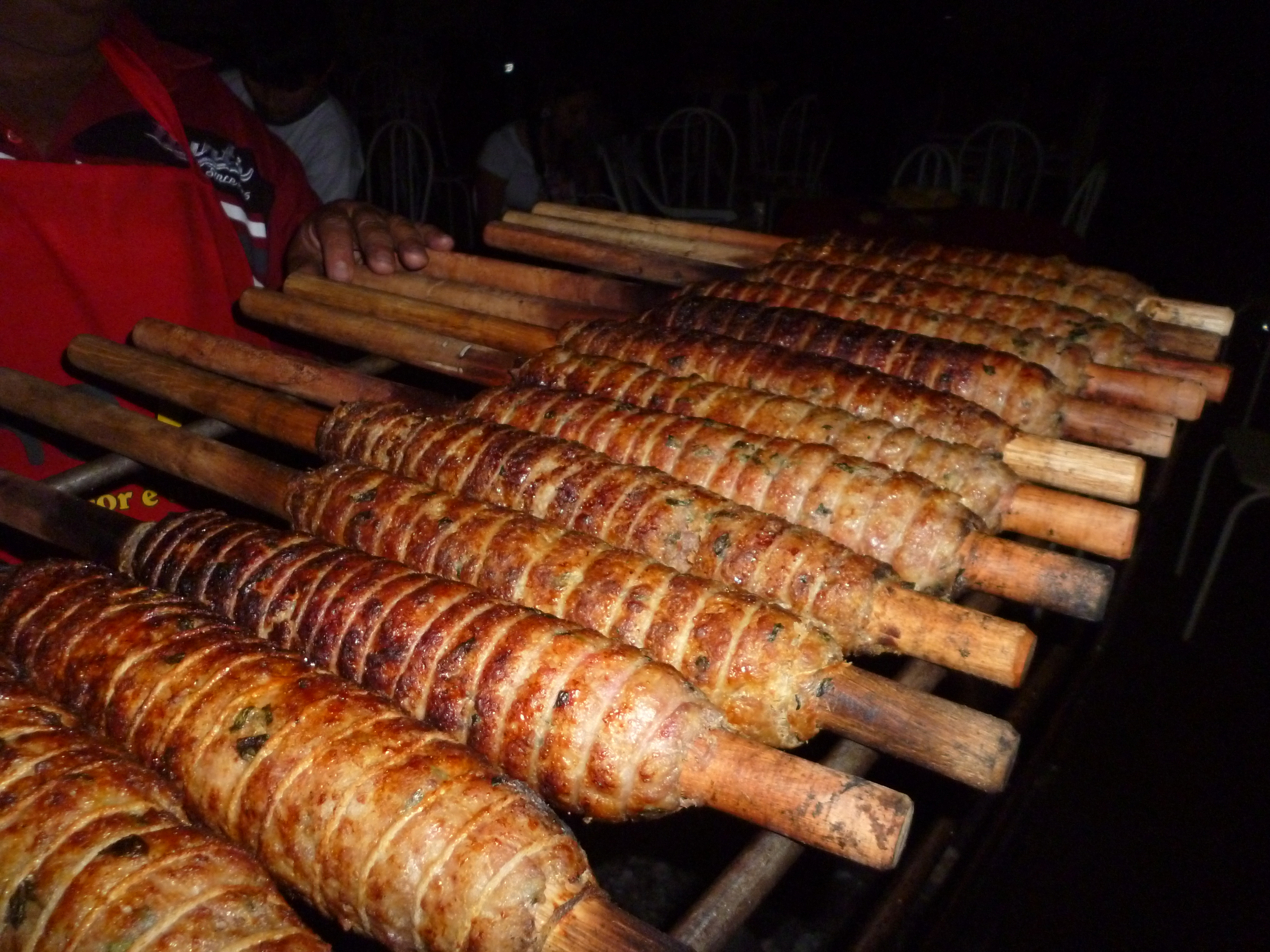
Espeto de Rojão

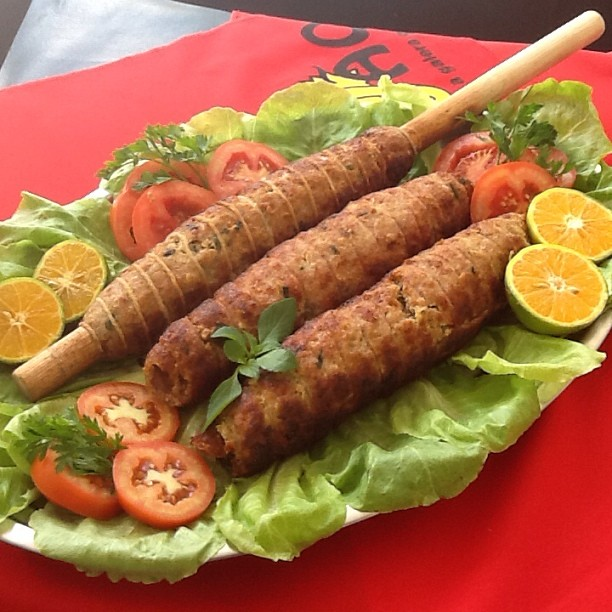
O limão realça o sabor do Rojão e saladas são ótimos acompanhamentos

O Espeto de Rojão é uma iguaria culinária caipira típica de Ribeirão Grande, município do interior do estado de São Paulo, região Sudeste do Brasil. A iguaria é feita à base de carne suína amarrada a um espeto de madeira de eucalipto com o formato sugestivo de um cilindro de fogos de artifício, donde advém seu nome.
É reconhecido como Patrimônio Cultural Imaterial de Ribeirão Grande e é bastante difundida em outros locais, como a capital e o interior do estado.

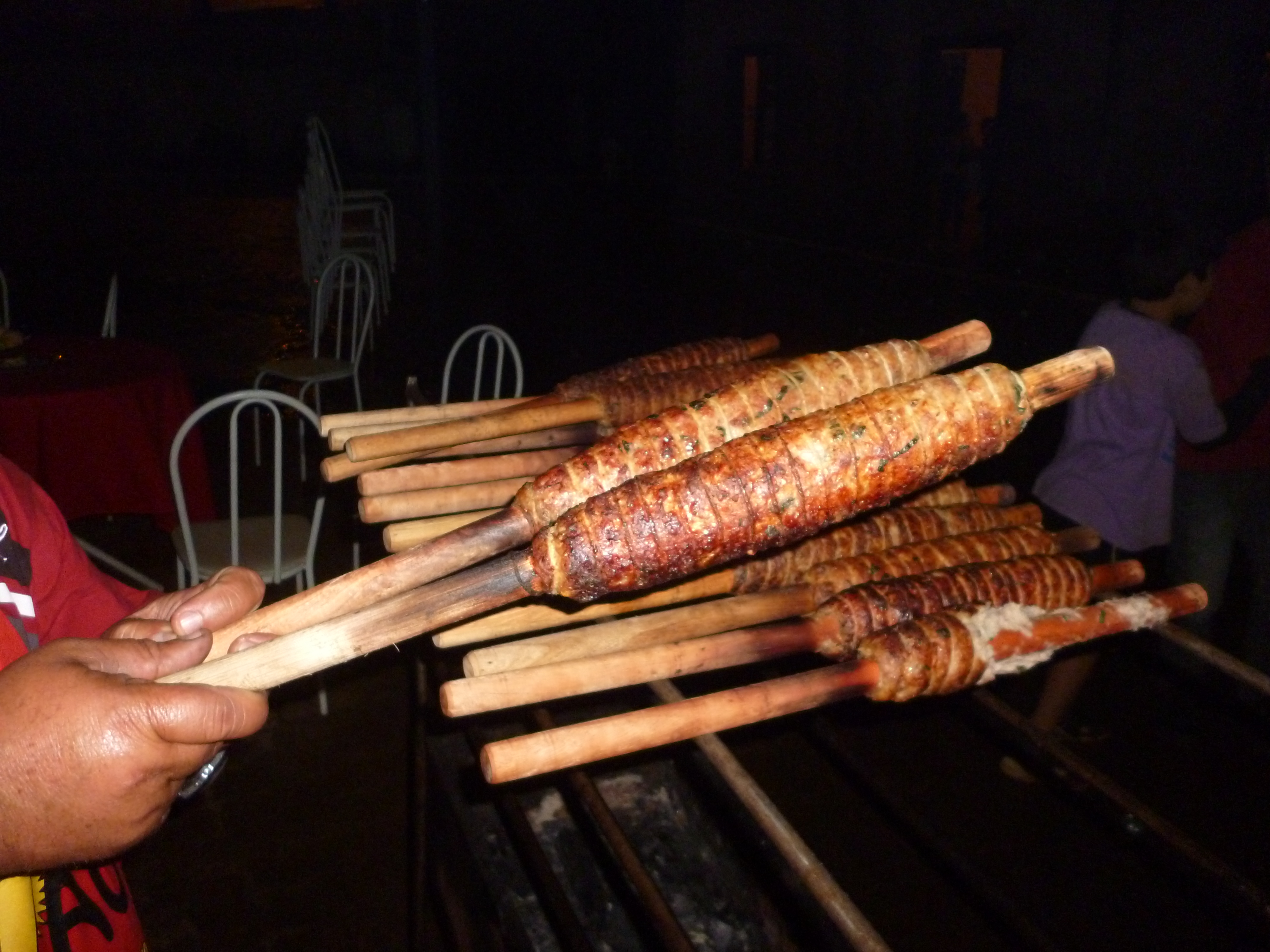
O Espeto de Rojão deve ser assado em braseiro

## História
Iguaria da culinária caipira originária na região sudoeste do estado de São Paulo, especificamente no município de Ribeirão Grande, hoje emancipado de Capão Bonito. A tradição do Espeto de Rojão começou há mais de 150 anos no município e foi mantida e pelos descendentes dos criadores da receita , com grande destaque na culinária regional.
O município originou-se de uma povoação, formada por membros da família Cruz, que se denominou Bairro do Ribeirão dos Cruzes. O bairro se desenvolveu em torno da chamada Casa Grande, construção de pau-a-pique, hoje transformada em centro cultural. A Casa Grande abrigava, além da residência da família Cruz, ponto de venda e troca, utilizado pelos tropeiros que se dirigiam ao sul do país bem como  pelos desbravadores  do sertão em busca  de ouro de aluvião das Muralhas de Pedra ou Encanados, dos rios das Almas, Conchas e Ribeirão Velho. O povoado expandiu-se com a chegada dos irmãos  Manoel Nunes Ferreira e Francisco Nunes Ferreira, por volta de 1800, que edificaram suas residências às margens do rio Ribeirão Grande que futuramente daria origem ao nome da cidade. Com o desenvolvimento do povoado foram chegando pessoas de outras localidades, dentre eles muitos descendentes de portugueses, como as famílias Silvério e Amantino. O grau de parentesco entre os colonizadores favoreceu a criação do petisco pelas famílias Silvério e Ferreira.

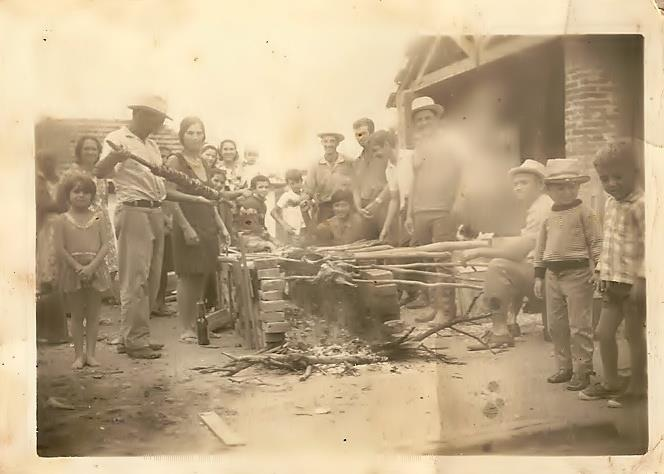
Na imagem, mais ou menos em 1969, o Sr. João Cláudio Ferreira, o Balaio, tinha 11 anos de idade e está logo atrás do fogão de lenha em que seu avô, Joaquim Silvério Ferreira, segura um rojão. Como era característico da época, é feito rojão grande e assado em braseiro no chão.

Para as famílias Silvério e Ferreira, o espeto de rojão era um prato para ocasiões especiais como as festas de Natal e Páscoa. Com o passar dos anos a fama do petisco cresceu e começou a fazer parte de outras festividades como as festas juninas de Santo Antônio, São João e São Pedro. A semelhança do  seu formato com os rojões , fogos de artifício utilizados nestas festas, fez com que o nome se popularizasse.
A partir daí o petisco ultrapassou as fronteiras do município, sendo levado a festividades de outras cidades, como quermesses e rodeios. 
Na atualidade o prato é muito difundido em toda a região sudoeste e tem conquistado reconhecimento cultural em todo o Estado de São Paulo.

## Receita Original e Materiais Utilizados

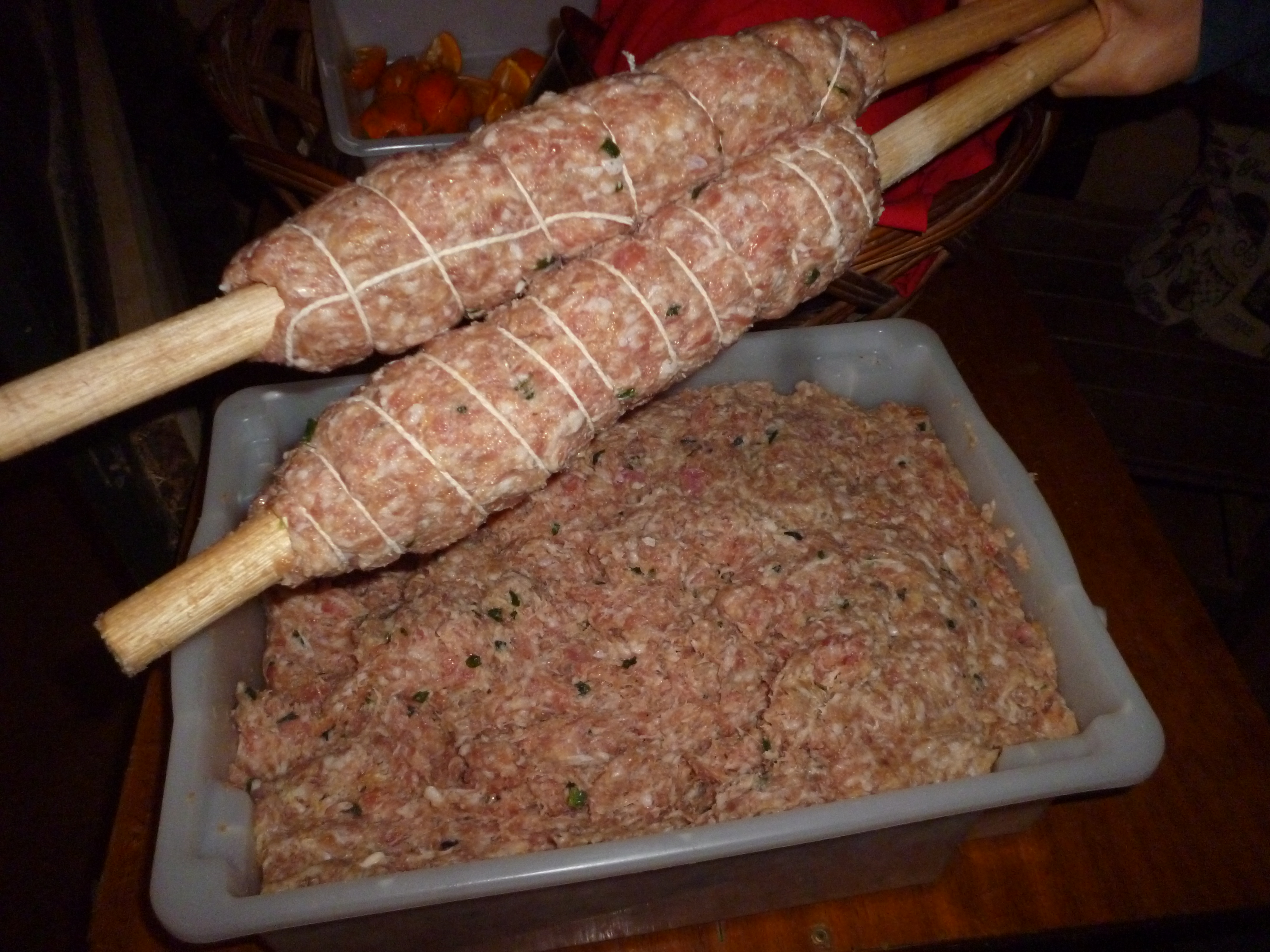
A receita do Espeto de Rojão permanece inalterada desde sua criação há 150 anos

A receita é a mesma criada pelos patriarcas das famílias Silvério e Ferreira ha 150 anos, passada de geração a geração, e, basicamente, é feita com 9 ingredientes: Carne de porco moída pernil e lombo, cheiro verde, sal, alho, cebola, ovos, farinha de milho peneirada bem fininho, pimenta e vinagre. No início a carne era socada no pilão, atualmente é moída com equipamentos adequados.
Depois de adicionado os ingredientes à carne (que não deve ser muito gordurosa), mexe-se até ficar uma pasta uniforme, em seguida faz-se as porções, molda-se na madeira com formato do rojão e finaliza amarrando com barbante de algodão. Depois do pronto deve ser assado em braseiro (não assa no forno).
A escolha da madeira correta é importante para não alterar o sabor da carne. Usava-se inicialmente a taboa e madeira cortada na mata. Atualmente, tendo-se como foco a preservação ambiental, utiliza-se madeira torneada de eucalipto reflorestado.
Para acompanhamento, a sugestão é arroz branco, tutu de feijão feito com farinha de milho, couve cozida, torresmo e salada.

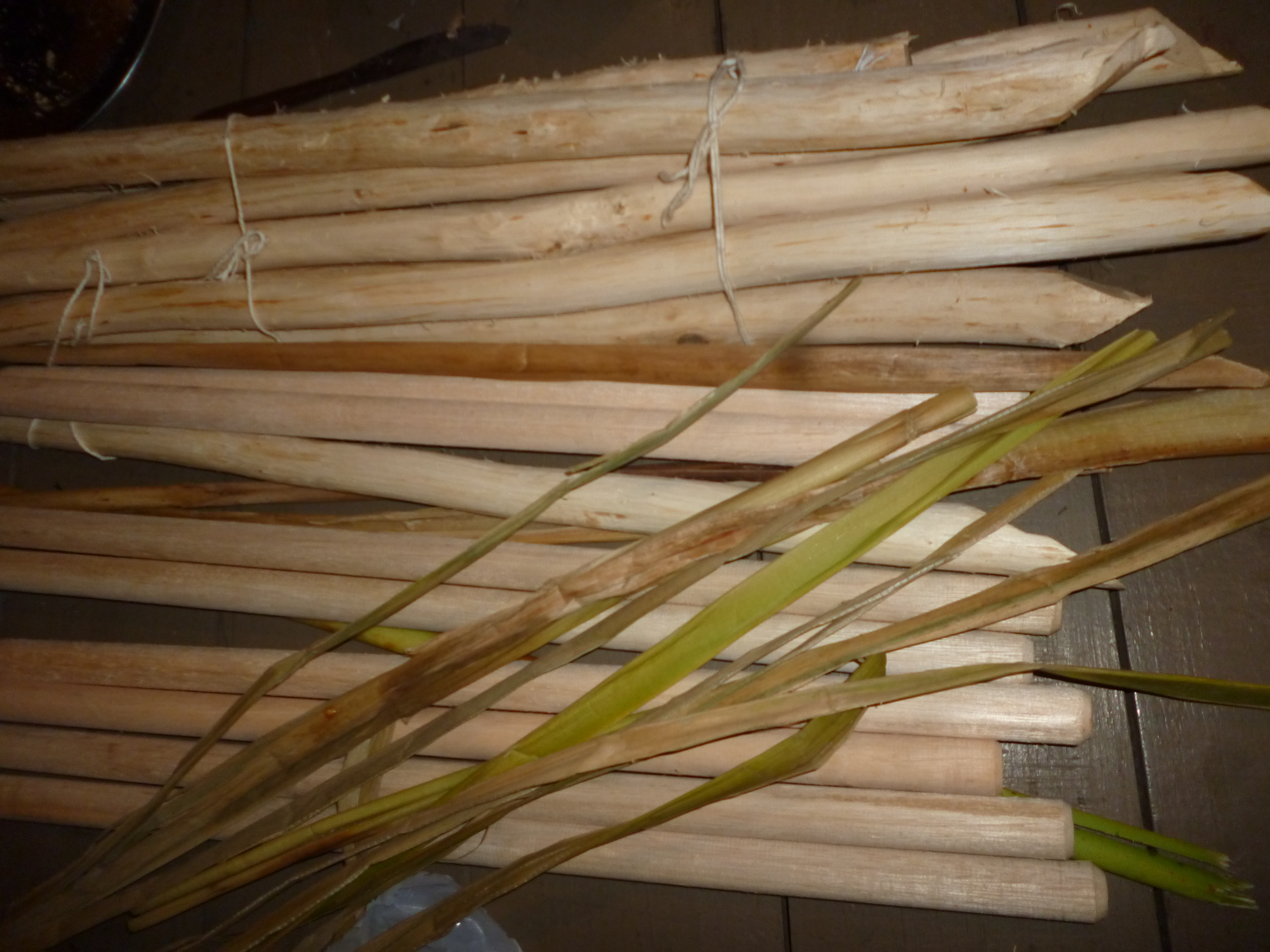
Quando de sua criação, a madeira fazer o espeto era cortada no mato, hoje utiliza-se madeira de serraria

## Curiosidades
- O Rojãozinho, versão individual em espetos pequenos e embalagem plástica, muito encontrado em festas populares e feiras livres, foi desenvolvido para fins comerciais.

- Embora não haja ligações históricas com o nome nome da iguaria, em Portugal, país de origem das famílias Silvério e Ferreira, a carne de porco frita é comumente chamada de rojão[7], sendo um prato típico lusitano o Rojões à moda do Minho.

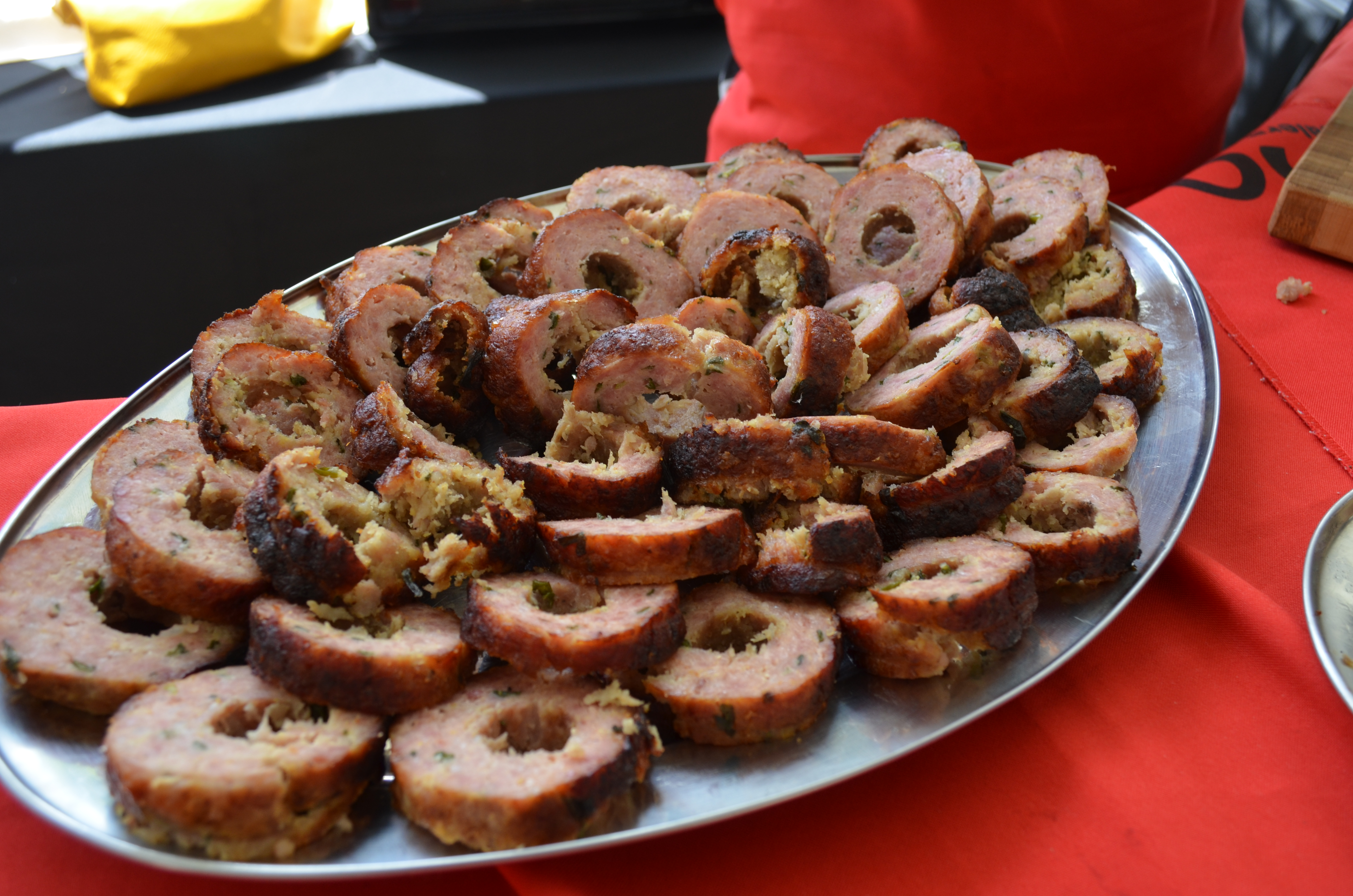
Um espeto de rojão tradicional serve, em média, quatro pessoas

- A região do Alto Ribeira, onde se localiza o município de Ribeirão Grande e o Parque Estadual Intervales, ainda é pouco conhecida, bem como sua culinária típica. Por isso a iguaria foi destaque no Projeto Revelando São Paulo[8][9] em suas várias edições[10].

- Em 1997 a versão comercial do espeto de rojão foi patenteada, como forma de manter a gênese cultural da iguaria em Ribeirão Grande.

- Os turistas são os grandes responsáveis para a divulgação da tradição. O Sr. João Cláudio Ferreira, mais conhecido como Balaio, 56 anos, bisneto de um dos criadores da receita, conta uma passagem sobre um turista que perguntou ao frentista de um posto de gasolina local onde poderia comprar o “Torpedo”. O fato foi motivo de risos, pois o frentista ficou desconcertado mas no final adivinhou que o turista gostaria de saber realmente sobre o Rojão.